# 1771 az irodalomban

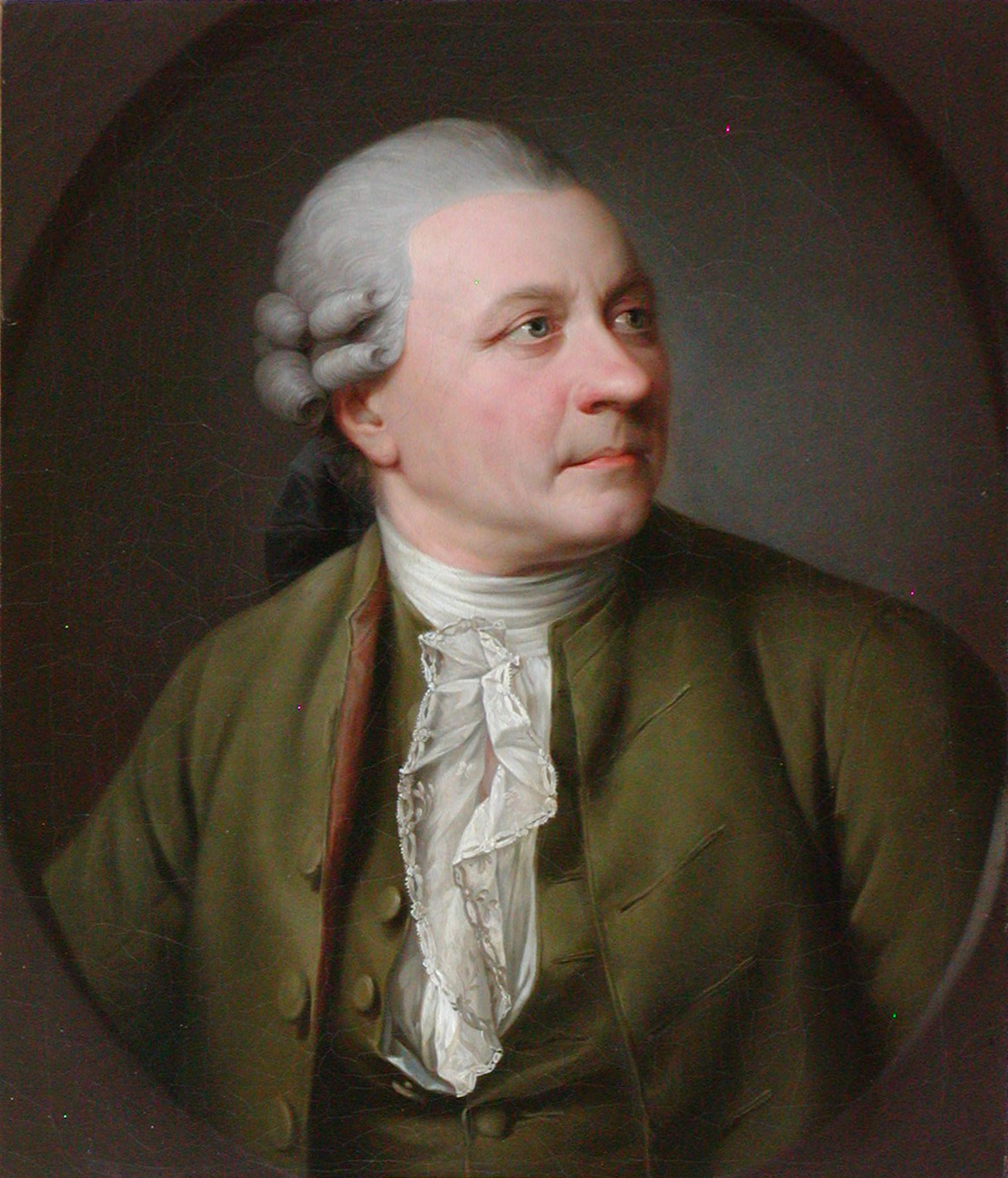
Friedrich Gottlieb Klopstock

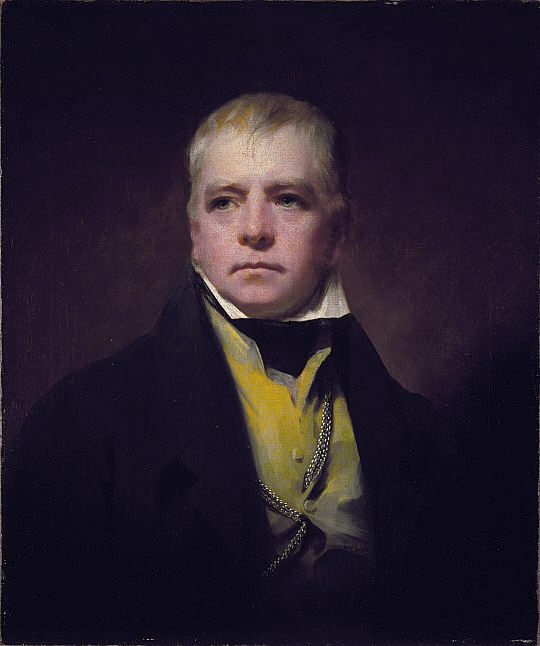
Walter Scott

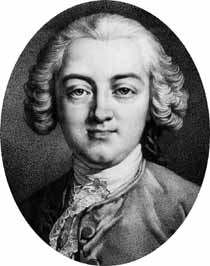
Helvétius

Az 1771. év az irodalomban.

## Megjelent új művek
- Tobias Smollett: The Expedition of Humphry Clinker (Humphry Clinker kalandozásai).
- Henry Mackenzie angol író első regénye: The Man of Feeling (Az érző ember).
- Friedrich Gottlieb Klopstock kötete: Oden (Ódák).

### Dráma
- Carlo Goldoni vígjátéka: Le Bourru Bienfaisant (A jótékony zsémbes).
- Richard Cumberland angol szerző szentimentális drámája: The West Indian (A nyugat-indiai).[1]

## Születések
- augusztus 15. – Walter Scott skót költő, regényíró, az angol romantika kimagasló alakja († 1832)

## Halálozások
- június 30. – Thomas Gray angol költő, a klasszikus kor tudósa (* 1716)
- szeptember 17. – Tobias Smollett skót író, nevét pikareszk regényei tették ismertté (* 1721)
- december 26. – Helvétius francia materialista filozófus (* 1715)